# 나루토
《나루토》는 일본의 작가 키시모토 마사시가 그린 만화이다. 닌자 마을 중 하나인 나뭇잎 마을의 고아 소년 우즈마키 나루토가 마을의 수장 호카게를 목표로 시련을 극복하며 성장하는 이야기를 그렸다. 나루토가 어린 시절일 때의 이야기를 다룬 1부, 청소년기에 접어들 때를 다룬 2부로 나뉘어 총 2부작으로 연재됐다.
《나루토》는 키시모토가 1995년에 슈에이샤 출판사의 월간 공모전에 입상한 단편만화 〈카라쿠리〉와 1997년 연재판의 모태가 된 단편만화 〈나루토〉 두 작품에 기반해 시작했다. 원작 만화판은 〈주간 소년 점프〉에 연재돼 1999년 9월 43호부터 2014년 11월 50호까지 16년 동안 연재되어 단행본 72권으로 완결됐다. 만화판에 기반한 텔레비전 애니메이션은 피에로와 애니플렉스가 제작해 1부가 일본에서 2002년부터 2007년까지 220화가 방영됐으며, 2부를 다룬 후속작 《나루토 질풍전》은 2007년부터 2017년까지 500화가 방영돼 총 720화로 종영됐다. 피에로는 텔레비전 애니메이션 이외에 11편의 극장영화와 12편의 오리지널 비디오 애니메이션(OVA)를 제작했다. 그 외 《나루토》 관련 매체로 라이트 노블, 비디오 게임, 트레이딩 카드 등이 제작됐다.
세계적으로 2억 2천만 부를 기록했다.
2016년 5월 주간 소년 점프 23호에서 후속 만화 보루토가 연재되고 있다.

## 줄거리
몸 속에 구미호가 살고 있는 소년 우즈마키 나루토가 호카게가 되고 싶다는 꿈을 가진 채 그의 친구들과 함께 성장하는 이야기이다.

## 나뭇잎 마을
얼굴바위는 미국의 러시모어 산을 모티브로 하고 있다.

## 개요
불의 나라 나뭇잎 마을의 우즈마키 나루토를 주인공으로 펼쳐지는 만화이다. 이 작품의 인기는 연재 시작 시점부터 폭발적으로 증가되어 현재 《주간 소년 점프》의 연재물 중에서는 원피스 등에 버금간다. 단행본은 누계 발행부수로 3조 5,000억 1만 7,000 부를 넘는 등 《원피스》에 맞먹는 인기를 누리고 있다. 해외에서의 인기 또한 지극히 높고, 이미 2000년대를 대표하는 주요 만화작품으로 인지되고 있다. 주인공 천둥 벌거숭이는 《뉴스 위크 일본판》 2006년 10월 18호 특집 "세계가 존경하는 일본인 100"에 선출되었다. 오다 에이치로가 상디의 이름을 천둥 벌거숭이로 결정했는데 상디가 등장하기 전에 점프에서 천둥 벌거숭이가 연재되어 원피스에 영향을 주었다.
2002년부터 TV 도쿄에서 방송되기 시작한 TV 애니메이션은, 1부와 2부로 나뉘며 1부, 나루토(220화) 종료 후 애니메이션만의 오리지널 스토리가 진행되었으며, 2부부터는 《나루토 질풍전》 이 방영되었다. 하지만 다테하야토 감독이 699화까지 만들다가 휴식기를 가진 후 나루토 질풍전은 2017년 3월 23일에 500화에서 종영, 나루토 220화, 나루토 질풍전 500화으로 총 720화이며 투니버스에서 나루토 질풍전 10기가 방영되었다.

## 세계관
작품의 무대는 근세의 일본을 기초로 현대 문화를 뒤섞어 놓은 가공의 세계이다. 뒤에 적시한 닌자에 대한 묘사와 함께 기존의 닌자 액션을 방불케 하는 세계관으로 구성되어 있다. 언어는 거의 현대 일본어와 비슷한 언어를 사용하며 일본 시대극에 나오는 표현은 별로 없다. 의복은 근세에 보여지는 기모노를 기본으로 이름이 있는 캐릭터들은 일본식 복장부터 저지, 타이츠, 차이나 드레스까지 다양하다. 화폐의 단위는 양(両)이다. 인술이 기계의 역할을 하고 있어서 나루토 세계관은 일본만 주목되었다.

## 등장인물

### 주요인물
- 우즈마키 나루토: 괴물 구미의 "양"의 차크라가 몸속에 봉인된 남자아이다. 부모님을 여인 후 고아가 되었다.

- 우치하 사스케: 우치하 일족이자 나루토의 라이벌이다. 천재 닌자로 유명한 이타치 이상의 눈을 가졌으며 천부적인 재능을 가진 최고의 닌자가 된다.

- 하루노 사쿠라: 나루토와 사스케와 한 팀을 이루는 여자닌자다. 어릴 때부터 사스케를 좋아해왔고 나중에는 츠나데를 잇는 최고의 의료닌자가 된다.

### 기타
- 하타케 카카시: 4대 호카게 나미카제 미나토의 제자이다. 나루토, 사쿠라, 사스케가 속한 제7반의 담당 상급닌자로, 어렸을 적에 바위에 깔려 죽기 일보직전인 오비토로부터 왼쪽눈에 사륜안을 이식받아 우치하 일족이 아님에도 사륜안을 쓸 수 있다. 뛰어난 재능과 분석력을 가지고 있으며 '카피닌자 카카시'로 불린다.

- 지라이야: 전설의 3닌자 중 한명이다. 나루토에게 나선환과 소환술을 가르친 장본인이다. 나미카제 미나토의 스승이다.

- 츠나데: 전설의 3닌자 중 한명이다. 초대 호카게의 손녀이자 5대 호카게이며 의료닌자 중 가장 최고라고 알려져 있다. 사쿠라의 스승이며, 도박을 좋아해서 츠나데의 가운 위엔 도박을 뜻하는 한자가 써있다.

- 오로치마루: 전설의 3닌자 중 한명이다. 금술인 예토전생을 사용할 수 있다. 사스케의 몸을 빼앗으려 주인을 남기고 사스케를 수행시켰지만 우치하 사스케에 의해 죽는다. 카부토의 스승이었으며, 자신이 남긴 주인에 의해 살아난다.

- 야쿠시 카부토: 과거 뿌리닌자였던 야쿠시 노노우에게 거둬져 고아원에서 잠시 생활하다가 스파이로 키우기 위해 단조가 뿌리로 데려갔다. 여러 나라를 떠돌며 스파이 노릇을 하다 오로치마루가 거둬주었다. 오로치마루가 죽고 그 뜻을 이어 오로치마루의 술법을 자신만의 술법으로 새롭게 강화시켜 사용한다. 재능이 출중했으며 토비와 협력하여 제 4차 닌자대전에서 예토전생 술법을 사용하는 술자이다.

- 나미카제 미나토: 4대 호카게이자 나루토의 아빠이다. 금빛섬광이라고 불릴 만큼 전투 시 빠른 시공간이동술을 사용하며, 나선환의 개발자이다. 나뭇잎마을에 구미가 습격했을 때 나루토에게 구미의 힘의 반(양)을 봉인하고 사망한다.

- 우즈마키 쿠시나: 나루토의 엄마로, 토비에게 출산 직후 구미를 빼앗겼다. 우즈마키 일족의 특출난 생명력으로 인해 구미가 뽑혔어도 바로 죽지 않았다. 미나토의 술법으로 구미와 함께 자신의 차크라를 갓 태어난 나루토의 몸에 함께 봉인시키고 미나토와 함께 사망한다.

- 사루토비 히루젠: 나뭇잎마을의 3대 호카게이며 전설의 3닌자의 스승이다. 제자였던 오로치마루와 싸우다 사망하며, 인계대전에서 오로치마루의 예토전생술로 잠시 살아난다.

- 시무라 단조: 나뭇잎마을의 뿌리를 이끄는 나뭇잎마을 상층부 닌자이다. 우치하 일족 몰살을 이타치에게 지시한 장본인으로, 이타치의 진실을 알게 된 사스케에게 죽임을 당한다. 과거 3대 호카게인 히루젠의 동료이자 라이벌 같은 사이였으며, 항상 히루젠에게 뒤처진다는 생각에 열등감을 가지고 있었다. 방식은 잘못되었지만 나뭇잎마을을 진심으로 사랑하고 아끼는 닌자였다.

- 사이: 단조가 이끄는 뿌리 출신으로, 사스케의 탈주 후 단조의 명령으로 인해 나루토, 사쿠라가 있는 7반에 합류한다.

- 야마토: 암부의 닌자이자 카카시의 후배이다. 카카시의 부상으로 임시 제7반의 대장에 임명된다. 초대 호카게의 세포를 이식시킨 오로치마루의 실험체였기 때문에 목둔을 사용할 수 있다.

- 우미노 이루카: 아카데미에서 일하는 교사이다. 구미에게 부모님을 잃은 과거가 있다.나루토에게 2번째로 진심으로 다정히 대해준 사람이다.

- 가아라: 모래마을의 5대 카제카게이다. 일미 수학의 인주력이었으나 미수를 아카츠키에게 빼앗겨 더 이상 인주력이 아니게 되었다. 테마리와 칸쿠로의 동생이다.

- 테마리: 가아라, 칸쿠로의 누나이다. 풍둔술사이다.

- 칸쿠로: 모래마을의 닌자로, 가아라, 테마리의 남매이다. 꼭두각시 술사이다.

- 마이트 가이: 노력의 대가다. 카카시의 라이벌이자 친한 친구이자, 록 리, 텐텐, 네지의 스승이다.

- 록 리: 가이의 제자이며 체술의 달인이다. 마이트 가이와 똑같은 옷을 입고 가이를 무척이나 따른다.

- 휴우가 네지: 백안을 사용하는 나뭇잎 명문가 휴우가 일족으로 히나타와 사촌지간이며 분가의 아들이다. 휴우가 일족에서 가장 우수하여 천재라고 불리었다. 분가라는 이유로 종가를 위해 살아야 하는 휴우가 일족의 시스템에 분노했었지만, 나루토를 통해 운명에 대해 다시 생각하게 되고 종가에 대한 원한을 내려놓는다. 후에 나루토를 보호하려는 휴우가 히나타를 보호함으로써 죽는다.

- 텐텐: 많은 닌자도구를 소환해서 싸운다. 리, 네지와 같은 가이팀이다.

- 사루토비 아스마: 3대 호카게의 아들이며 12수호닌자로 이름 높은 닌자이다. 시카마루, 쵸지, 이노가 속한 10반을 담당한 상급닌자이다. 아카츠키 멤버인 히단, 카쿠즈와 싸우다 목숨을 잃는다.

- 나라 시카마루: 이노시카쵸 콤비중의 한 명으로 나라 일족 비전인술인 그림자인술을 사용하여 싸운다. IQ가 200이 넘는 천재 전략가이다.

- 아키미치 쵸지: 먹을 것에 집착한다. '뚱'이라는 단어가 들어가는 말을 싫어하며 아키미치 일족의 비전인술인 배화의 술을 사용한다.

- 야마나카 이노: 사스케를 좋아하는 사쿠라의 라이벌이다. 사쿠라를 따라 의료인술을 배운다. 야마나카 일족의 비전인술인 심전신의 술을 사용한다.

- 유우히 쿠레나이: 환술을 사용한다. 히나타, 키바, 시노가 소속한 반의 담당 상급닌자이다.

- 휴우가 히나타: 휴우가 일족 종가의 장녀이다. 백안을 사용한다. 오래전부터 나루토를 동경하고 좋아해왔다.

- 이누즈카 키바: 닌자견 아카마루와 함께 다닌다. 쿠레나이 팀의 일원이자 히나타, 시노의 동료이다.

- 아부라메 시노: 차크라를 먹는 기괴충을 사용하여 싸운다. 히나타, 키바와 같은 쿠레나이 팀의 일원이다.

- 미타라시 앙코: 오로치마루의 제자이자 주인이 새겨진 어두운 과거를 지녔다.

- 휴우가 히아시: 휴우가 일족의 당주이며 히나타, 하나비의 아버지이다.

- 휴우가 하나비: 휴우가 일족 종가의 차녀로 히나타보다 5살 어리지만 언니를 능가하는 재능을 지녔다.

- 휴우가 히자시: 휴우가 일족의 당주인 히아시의 쌍둥이 동생으로 네지의 아버지이다.

- 센쥬 하시라마: 나뭇잎마을의 창설자이자 초대 호카게이다. 목둔을 사용하여 싸우는 나루토 세계관에서 가장 강력한 인물로 꼽힌다. 츠나데의 할아버지이다.

- 센쥬 토비라마: 하시라마의 동생이며 예토전생술을 처음 만든 사람이다. 2대 호카게다.

- 우치하 후가쿠: 이타치와 사스케의 아버지이며 나뭇잎 경무부대의 대장이었다. 장남인 이타치의 손에 죽는다.

- 우치하 미코토: 이타치와 사스케의 어머니로, 형과 비교당하는 사스케를 보듬어주었지만 후가쿠와 같이 이타치의 손에 죽는다.

- 우치하 오비토: 카카시, 린과 함께 미나토반 이었지만 임무 중 돌에 깔려 자신의 왼쪽 눈을 카카시에게 린을 지켜달라며 줬다. 하지만, 우치하 마다라가 살려준 후 센쥬의 세포를 받고 카카시가 린을 죽이는 모습을 본다. 분노와 증오 때문에 사상을 바꿔 우치하 마다라의 사상을 따른다.

- 노하라 린: 카카시, 오비토랑 같은 반이었지만 인계대전중에 파도나라가 몸에 삼미를 넣고 삼미를 이용하여 나뭇잎마을을 치려고 하자, 린은 몸 안에 있는 삼미를 느끼고 카카시의 뇌절에 맞고 자살한다.

- 라이카게 에이: 구름마을의 4대 라이카게이다. 동생이자 8미의 인주력인 킬러 비를 무척 아낀다. 미나토와 나루토와 토비라마를 제외하면 세상에서 가장 빠른 닌자이다.

- 킬러 비: 구름마을의 팔미의 인주력이다. 다른 인주력들과는 달리 미수를 자의로 제어할 수 있으며 팔미와 진정으로 마음이 통한 사이다. 자신과 같은 인주력인 나루토에게 미수를 제어하는 수행을 도와준다. 4대 라이카게 에이의 친동생은 아니지만 친형제처럼 손발이 잘맞고 아주 잘 통한다. 랩을 하면서 말하는 말버릇이 있다.

- 오오츠츠키 하고로모(육도선인): 나루토 세계관에서 신같은 존재이다. 두번째로 윤회안을 개안하였다.

- 우치하 마다라: 하시라마와 함께 나뭇잎마을을 창설했다. 그러나 토비라마가 계속 우치하 일족을 경멸하자 힘에 미치게 되어 하시라마와의 전투에서 패배한다. 전투 중에 하시라마의 세포를 배양해 죽기전 윤회안을 개안하고 오비토를 구해준 후에 죽는다. 4차닌자대전 때 예토전생으로 부활한다.

- 오오츠츠키 카구야: 오오츠츠키 카구야는 육도선인 오오츠츠키 하고로모의 엄마이다. 그리고 최초의 윤회사륜안 개안자이다. 옛날에 자신의 아들 오오츠츠키 하고로모와 오오츠키 하무라에게 봉인된다.

### 아카츠키
페인: 비 마을 출신이자 아카츠키의 리더이다. 육도선인과 같은 윤회안을 가지고 있으며 전쟁고아로 야히코와 코난과 함께 자랐다. 어린시절 지라이야에게 인술을 배운 제자 중 한명이다. 전쟁으로 인한 아픔을 누구보다도 잘 아는 인물로 진정한 평화를 위해 세계정복으로 닌자세계의 신이 되려 한다. 구미를 빼앗기 위해 나뭇잎 마을을 습격했으나 선인모드를 익힌 나루토에게 저지당했으며 나루토의 설득으로 자신이 원했던 진정한 평화를 나루토가 이뤄주리라 믿고 죽기 전 마지막 차크라를 모두 사용한 윤회천생술로 자신이 습격하여 죽인 나뭇잎 마을 사람들을 되살린 뒤 죽었다.
- 우치하 이타치: 나뭇잎마을 출신의 탈주닌자다. 사스케의 친형이며, 사스케를 제외한 자신의 일족을 모두 죽였다. 또한 우치하 일족 중에서도 특별히 재능이 뛰어나고 우수했고, 그 덕에 어린나이에 호카게 직속닌자인 암부에 들어가서 활동하였다. 어린시절 사스케가 늘 따라잡고 싶어하였던 대상이였고, 사스케의 복수의 대상이되었으며, 사스케와 싸우다 죽었다.

- 호시가키 키사메: 안개마을 출신이자 닌자도 7인방이며, 7인방의 검 중 하나인 '사메하다'를 사용한다. 꼬리없는 미수라 불릴 정도로 강하고 방대한 차크라를 가지고 있다. 여러 번 가이와 맞붙었었고, 결국 죽을때도 가이와 싸우다가 힘이 다해 아카츠키의 정보가 뽑혀나가기전에 스스로 자결한다. 이타치와 한 팀으로 다녔다.

- 사소리: 모래마을 출신의 아카츠키의 멤버이며 데이다라와 한 팀이다. 붉은 모래 사소리로 불리는 굉장한 실력의 꼭두각시 술사이다. 아카츠키에서 가장 먼저 하루노 사쿠라와 자신의 할머니 치요에 의해 죽지만 예토전생으로 살아난다.

- 데이다라: 바위마을 출신의 아카츠키 멤버이며 사소리와 한 팀으로 다녔으나 사소리가 죽은 후 토비와 한 팀으로 다닌다. 기폭점토를 사용해 싸우며 폭발이야말로 자신을 표현하는 최고의 예술이라고 한다. 나루토 질풍전중 사스케와 싸우다 자폭을 해서 죽지만 에토전생으로 다시 살아난다.

- 히단: 사신교를 믿는 신도이며 사지가 찢겨도 죽지 않는 불사신이다. 카쿠즈와 한 팀으로 다닌다. 공격할 대상의 피를 먹고 사신교 문양이 그려진 타원형 무늬 안에 들어가면 상대방과 자신의 신체를 동기화하여 자신이 입은 고통을 똑같이 느끼게 하는 저주와 같은 술법을 사용할 수 있다. 사루토비 아스마를 죽였고 아스마 반의 이노시카쵸에게 복수당한다.

- 카쿠즈: 자신이 싸운 닌자들에게서 심장을 뽑아내 자신의 몸에 이식하여 생명력으로 사용한다. 초대 호카게와 맞붙은 적도 있다고 할만큼 오랜 시간을 살아왔다. 아카츠키 내에서 돈 관리를 담당하고 있어서 돈과 관련되지 않은 일엔 별로 관심이 없다. 히단처럼 완전한 불사는 아니지만 불사와 같은 생명력으로 히단과 팀을 이뤄 다닌다. 나선수리검을 익힌 나루토에게 심장 2개를, 카카시의 치도리에 1개를, 카쿠즈의 피를 먹고 기술을 쓴 히단에 의해 1개를 파괴당한다.

- 코난: 페인 나가토와 같은 비 마을 출신의 종이인술을 사용하는 아카츠키의 유일한 여자멤버이다. 나가토와 야히코처럼 전쟁고아로 셋이서 함께 살아남기 위해 떠돌다가 지라이야를 만나 인술을 배우게 되었다. 야히코가 죽고난 뒤 나가토와 함께 지금의 아카츠키 멤버로 행동했다. 이후 오비토에 의해 사망한다

- 토비: 사소리가 죽고 나서 정식으로 합류한 멤버이다. 가면을 쓰고다니며 시공간인술을 사용한다. 자신을 우치하 마다라라고 주장했다.

- 백제츠: 카구야 때문에 무한츠쿠요미에 당한 사람들이 시간이 지나 백제츠가 되었다.

- 흑제츠:카구야가 봉인되기 직전에 카구야의 의지를 이어받아 태어났다.

## 참조

### 내용주
1. ↑  일본어: NARUTO -ナルト-
2. ↑  うずまきナルト